# Umanśke
Umanśke (ukr. Уманське) – wieś na Ukrainie, w obwodzie donieckim, w rejonie pokrowskim, w hromadzie Oczeretyne. W 2001 liczyła 176 mieszkańców.